# Kena
Maria Eugênia Pinochet Donoso (Talca, Chile, 1948), mais conhecida como Kena, é uma pintora e escultora formada na Fachhochschule de Colônia, na Alemanha. Ela é conhecida por sua obra em cerâmica, utilizando argila e criando esculturas e peças em série com moldes de gesso. Kena também trabalha com desenhos, pinturas a óleo, aquarelas, e joalheria.

## Biografia
Maria Eugênia Pinochet Donoso nasceu no Chile, fez sua formação em Artes na Alemanha (1976-1978) e, logo depois de formar-se, mudou-se para o Brasil (1979), vindo a residir na cidade de São Carlos, interior do estado de São Paulo. Seu ateliê acabou por constituir-se como um espaço cultural e artístico aberto para a divulgação do trabalho de outros artistas da região.
a cerâmica é uma arte milenar que, em sua prática, requer uma grande intimidade com a argila e com o fogo. Talvez o maior mérito de Kena seja saber trabalhar junto com essas forças da natureza. --- Túlio Stafuzza, curador da 34ª Exposição, Mulher e Arte (EXMARTE).
Dentre as características de sua forma de trabalhar estão a construção de equipamentos (como forno à gás, forno à lenha e maromba), o preparo da própria argila para suas obras de escultura, e o uso de moldes de gesso para peças em série.
| “      | Não me importo com as normas da cerâmica; quebrei a interpretação, transformo e sou feliz com o resultado do meu trabalho, o artista é livre para criar. | ” |
| — Kena | |   |

Em 2010, Kena doou uma escultura para a Prefeitura Municipal de São Carlos, com a intenção de que fosse instalada no Parque do Kartódromo. A obra de 3 metros de altura em tijolo, concreto e pedra foi concebida em homenagem ao filho da artista, Manuel, que faleceu aos 24 anos em um acidente de carro. No mesmo ano, doou a obra "Mulher flor" para o Museu de Arte do Parlamento de São Paulo.

## Prêmios e reconhecimentos
- 2022 - Edital 574/22 para a Exposição “Meu corpo é de argila, estou viva e recebo o dia”[2][7]

## Participação em exposições
Dentre as exposições de que participou ao longo da carreira, estão:
- 1981 - IX Salão Limeirense de Arte Contemporânea
- 1981 - 14º Salão de Arte Contemporânea de Piracicaba[8]
- 1981 - Exposição "10 Artistas de São Carlos"[8]
- 1981 - Galeria do Conselho Municipal de São Carlos
- 1981 - Galeria do Banco Itaú, São Carlos
- 1981 - XIV Salão de Arte Contemporânea de Piracicaba
- 1982 - Exposição "A Natureza Transformada"[8]
- 1982 - Exposição "A Figura Humana como Tema"[8]
- 1982 - Galeria de Arte do Banco Itaú
- 1982 - Caixa Econômica do Estado de São Paulo
- 1982 - I Encontro Nacional da Mulher, SP
- 1982 - X Salão Ararense de Artes Plásticas
- 1982 - Galeria do SESC, São Carlos
- 1982 - I Salão de Artes Plásticas de Araraquara
- 1983 - Universidade Federal de São Carlos
- 1986 - Galeria SESC, São Carlos
- 1986 - XIII Salão Limeirense de Arte Contemporânea
- 1987 - Galeria SESC, São Carlos
- 1987 - Universidade Federal de São Carlos
- 1988 - Galeria do Spring Palace Hotel, Ribeirão Preto
- 1989 - VIII Salão de Arte Contemporânea - São José do Rio Preto
- 1990 - Centro Cultural da USP, São Carlos
- 1990 - Casa da Cultura, Batatais
- 1992 - São Carlos Clube
- 1993 - Prefeitura Municipal de São Carlos
- 1993 - Casa da Cultura de São Carlos
- 1994 - Bienal do Desenho, São Carlos
- 1996 - Projeto Cidade, São Carlos
- 1996 - Casa da Cultura, São Carlos
- 2000 - "10 Anos de Oficina Sérgio Buarque de Holanda"
- 2000 - SESC Ribeirão Preto
- 2001 - Galeria Paulo Prado
- 2001 - Bienal de Jaboticabal
- 2001 - Produção do Prato de Cerâmica, para o IV Leilão de Pratos do Museu Lasar Segall
- ? - Oficina Cultural "Sergio Buarque de Holanda"
- ? - 30 Anos de Kena em São Carlos
- ? - Aliança Francesa em São Paulo
- 2008 - Exposição “Doze de São Carlos”, em estações de metrô de São Paulo[9]
- 2012 - Exposição "As artistas de São Carlos", no Teatro Municipal de São Carlos[10][11]
- 2016 - Exposição "Tectônica", no Centro Cultural da Prefeitura do Campus USP de São Carlos e na Biblioteca da Escola de Engenharia de São Carlos, com Daniel Paschoalin[12]
- 2022 - Exposição "Interiores", na Galeria Municipal “Angelina W. Messenberg”, em Bauru, com Anny Lemos[13]
- 2023 - “Artistas de São Carlos 80/20”, Centro Cultural USP São Carlos. (Exposição Coletiva) [14][15][16]
- 2024 - Exposição “Meu Corpo é de Argila, estou viva e recebo o dia”, na Pinacoteca de Bauru, parte da 34ª Exposição, Mulher e Arte (EXMARTE)[2]

## Cursos ministrados
Dentre os cursos que ministrou ao longo da carreira, estão:
- 1991 - modelagem em argila, na Oficina Regional "Sérgio Buarque de Holanda", em São Carlos
- 1992 - escultura, na Oficina Regional "Sérgio Buarque de Holanda", em São Carlos
- 1996 - cerâmica, na Oficina Regional "Sérgio Buarque de Holanda", em São Carlos
- 1997 - aquarela, na Oficina Regional "Sérgio Buarque de Holanda", em São Carlos
- 1998 - desenho, na Oficina Regional "Sérgio Buarque de Holanda", em São Carlos
- 1998 - cerâmica, na Oficina Regional "Sérgio Buarque de Holanda", em São Carlos
- 2000 - cerâmica, no SESC de São Carlos
- 2000 - cerâmica, na Oficina Regional "Sérgio Buarque de Holanda", em São Carlos
- 2000 - desenho, na Oficina Regional "Sérgio Buarque de Holanda", em São Carlos
- 2001 - cerâmica, no SESC de Ribeirão Preto
- 2001 - desenho, na Universidade Federal de São Carlos
- 2002 - cerâmica, na Escola de Arquitetura de São Carlos
- 2003 - cerâmica, na Oficina Cultural de Matão
- 2003 - desenho, na Oficina Cultural de Ibaté